# Bill Steer

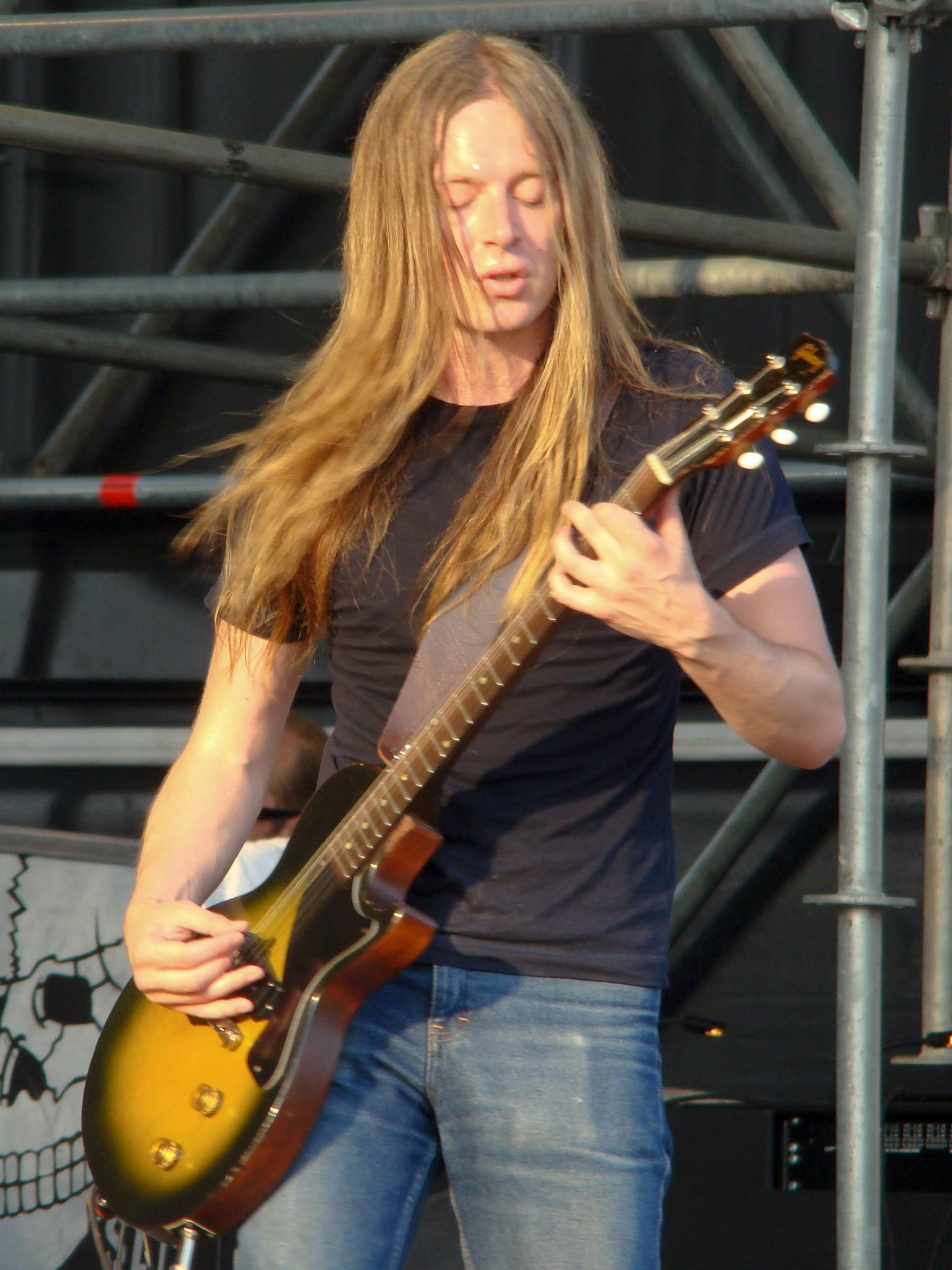
Bill Steer (2008)

Bill Steer (* 3. Dezember 1969) ist ein britischer Gitarrist, der vor allem durch seine Tätigkeit für Carcass und Napalm Death bekannt wurde. Vom Fachmagazin Guitar World wurde er 2004 auf Platz 92 der „größten Heavy-Metal-Gitarristen aller Zeiten“ gewählt. Nach der ersten Auflösung von Carcass gründete Bill Steer gemeinsam mit Musikern von Cathedral und Spiritual Beggars die Rock-Band Firebird, die sich stilistisch am Bluesrock und an Bands wie Led Zeppelin orientierte. Bis zu ihrer Auflösung 2011 veröffentlichte die Band sechs Studioalben bei Rise Above Records. Seit 2007 ist Steer wieder mit Carcass aktiv. Außerdem ist er inzwischen zweiter Gitarrist bei Angel Witch. Seit 2009 gehört Steer zur Besetzung der britischen Rockband Gentlemans Pistols, mit der er bislang ein Album veröffentlicht hat.